# Тамгинский завод

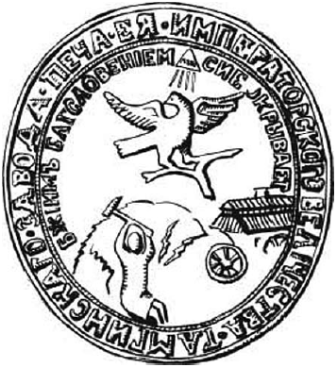
Печать Тамгинского завода, 1752

Тамгинский завод — железоделательный завод на территории современной Якутии, существовавший в XVIII веке. Был первым предприятием чёрной металлургии на Дальнем Востоке России. Располагался на берегу небольшой реки Тамги (ныне — Тамма) к югу от современного села Хаптагай Мегино-Кангаласского улуса.
Завод был построен в 1735 году для обеспечения железными изделиями Второй Камчатской экспедиции. Подчинялся Канцелярии Главного правления Сибирских и Казанских заводов. Руда поставлялась с Ленских столбов. В 1735—1743 годах завод произвёл более 260 т кричного железа и более 140 т «дельного железа». В 1742—1743 годах рядом с заводом было найдено небольшое месторождение серебра, выплавка которого также началась на этом предприятии. С окончанием Второй Камчатской экспедиции в 1745 году, Берг-коллегия решила прекратить производство железа на Тамгинском заводе. В 1748 году завод пострадал от сильного половодья, а в 1753 году прекратилась и добыча серебра в его окрестностях. В 1754 году завод был восстановлен соликамским купцом Иваном Александровым, но в 1756 году он был окончательно закрыт, а мастера переведены в Нерчинск.
В 1750-е годы заводские мастера участвовали в поиске полезных ископаемых на Камчатке, Курилах и Командорах. В 1756 году завод был закрыт.
В 2002 году была проведена экспедиция, которая обнаружила местоположение бывшего завода. Также были найдены следы металлургического производства (шлак, плавильный горшок, кованые предметы) и остатки построек (бревенчатый частокол).